# Alte Hallesche Straße 12

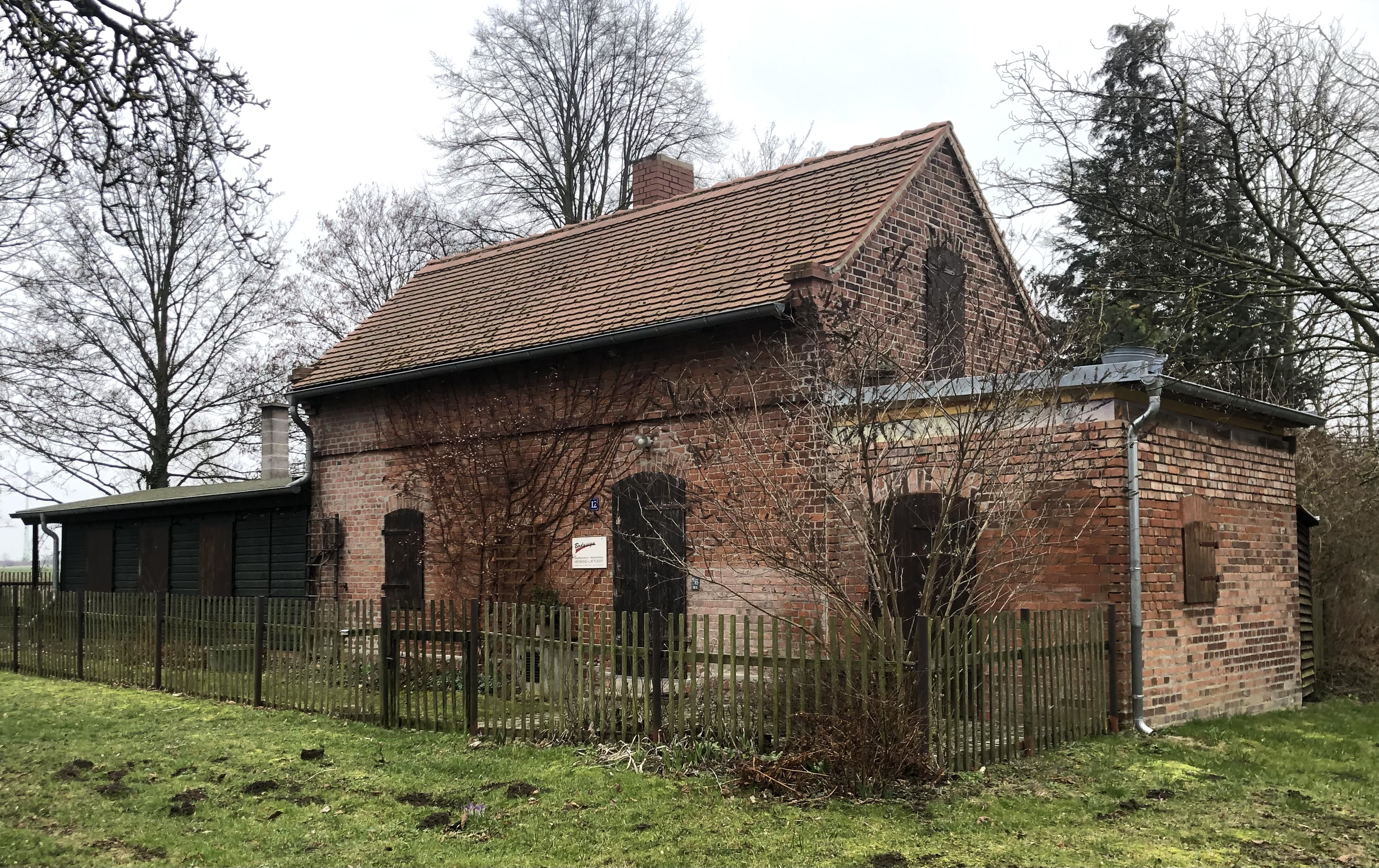
Scheune Alte Hallesche Straße 12 im Jahr 2023

Das Gebäude Alte Hallesche Straße 12 ist eine denkmalgeschützte Scheune im Ortsteil Domnitz in der Stadt Wettin-Löbejün in Sachsen-Anhalt.
Die Scheune befindet sich am südwestlichen Dorfrand, auf der Südseite der Alten Halleschen Straße, über die die L 50 geführt wird. Unmittelbar westlich verläuft der Bach Plötze, der dort durch einen kleinen Teich führt.
Der kleine freistehende Gebäudekomplex besteht aus Scheune und Stall. Er entstand in der zweiten Hälfte des 19. Jahrhunderts, wobei später Anbauten ergänzt wurden. Er gilt aufgrund seiner markanten Lage am Ortsrand auf einer Wiesenfläche am Teich als prägend für das Ortsbild.
Im Denkmalverzeichnis des Landes Sachsen-Anhalt ist die Scheune unter der Erfassungsnummer 094 55113 als Baudenkmal verzeichnet. In der Vergangenheit bestand die Adressierung Hallesche Straße 12.